# Hypocrea saccharina
Hypocrea saccharina är en svampart som beskrevs av Berk. & M.A. Curtis 1868. Hypocrea saccharina ingår i släktet svampdynor och familjen Hypocreaceae.   Inga underarter finns listade i Catalogue of Life.